# Charax stenopterus
Charax stenopterus és una espècie de peix de la família dels caràcids i de l'ordre dels caraciformes.

## Morfologia
- Els mascles poden assolir 9,4 cm de llargària total.[5]

## Hàbitat
Viu en zones de clima subtropical.

## Distribució geogràfica
Es troba a Sud-amèrica, a les conques dels rius Paraguai i Uruguai, i rius orientals de Rio Grande do Sul (Brasil) i l'Uruguai.